# روبرت كينغ (كاتب)
روبرت كينغ (بالإنجليزية: Robert King)‏ هو كاتب سيناريو ومنتج تلفزيوني ومخرج أمريكي، ولد في 1959.

## وصلات خارجية
- روبرت كينغ على موقع IMDb (الإنجليزية)
- روبرت كينغ على موقع ألو سيني (الفرنسية)
- روبرت كينغ على موقع أول موفي (الإنجليزية)
- روبرت كينغ على موقع أول موفي (الإنجليزية)
- روبرت كينغ على موقع قاعدة بيانات الأفلام السويدية (السويدية)
- روبرت كينغ على موقع قاعدة بيانات الفيلم (الإنجليزية)
- روبرت كينغ على موقع كينوبويسك (الروسية)